# Extrema
Extrema é um município brasileiro do estado de Minas Gerais. Segundo o censo demográfico de 2022 do Instituto Brasileiro de Geografia e Estatística (IBGE), sua população naquele ano era de 53 482 habitantes. Situa-se a 492 km da capital do estado.
Seu nome deve-se à sua localização geográfica: sua zona urbana é a cidade mais ao sul de Minas Gerais (embora o ponto geográfico mais ao sul do estado fique na zona rural do vizinho município de Camanducaia), ou seja, tem a latitude mais meridional de todo o estado e está também na extrema borda ocidental do maciço da Serra da Mantiqueira. É o último município mineiro para quem deixa o estado em direção a São Paulo pela rodovia Fernão Dias (BR-381), que liga as capitais São Paulo a Belo Horizonte.[carece de fontes?]

## Clima
Extrema apresenta um clima temperado oceânico (Cfb), com temperaturas amenas no verão e baixas no inverno e chuvas bem distribuídas durante o ano.

## História
Extrema, antigo distrito criado em 1871/1891 com a denominação de Santa Rita da Extrema e subordinado ao município de Jaguari (hoje: Camanducaia), tornou-se vila pela lei estadual nº 319 de 16 de setembro de 1901. A partir de 1915, denominado Extrema, recebeu status de cidade em 1925.

## Demografia
Tabela com o crescimento populacional de Extrema:
| Ano  | População |
| ---- | --------- |
| 1970 | 8.910     |
| 1980 | 10.781    |
| 1991 | 14.314    |
| 2000 | 19.219    |
| 2010 | 28.599    |
| 2022 | 53.482    |

Fontes:
- Instituto Brasileiro de Geografia e Estatística. «Estimativa populacional 2022». Consultado em 20 de setembro de 2022
- Confederação Nacional dos Municípios (CNM). «Demografia - População Total». Consultado em 20 de fevereiro de 2018

## Economia
O município possui o maior PIB dentre todos do Sul do estado, estando, em 2020, a cerca de 11,4 bilhões de reais. Suas principais atividade econômicas são logística e manufatura.[carece de fontes?] O município tem o maior PIB per capita de Minas Gerais e o sexto maior do país, a 311 128,82 reais.